# ليو بوسكاليا
فليتشيه ليناردو«ليو» بوسكاليا (بالإنجليزية: Leo Buscaglia)‏ (31 مارس 1924 - 12 يونيو 1998) كاتب أمريكي ومتحدث تحفيزي وبروفسور في جامعة جنوب كاليفورنيا.

## السيرة الذاتية
فليتشيه ليناردو بوسكاليا ولد في لوس أنجلوس في 31 مارس 1924 من عائلة من اصول إيطالية، وقضى طفولته في اوستا إيطاليا، ودرس في أمريكا
مدرسة روزفلت العليا. بعد خدمته في البحرية الأمريكية في الحرب العالمية الثانية، ودخل جامعة جنوب كاليفورنيا وأخذ البكالوريوس واماجستير
و الدكتوراه، واصبح استاذاً في الجامعة.
الف كتاب اسماه (الحب) و محاضراته التلفزيونية نالت شهرة عالية في الثمانينيات، كتبه التي اعتمدت على سرد القصص حظيت بشهة كبيرة وجعلت كتبه
من الكتب الأكثر مبيعاً.